# Bisdom Carora
Het bisdom Carora (Latijn: Dioecesis Carorensis) is een rooms-katholiek bisdom met als zetel Carora, in Venezuela. Het bisdom is suffragaan aan het aartsbisdom Barquisimeto. 

## Geschiedenis
Het bisdom werd opgericht op 25 juli 1992, uit delen van het aartsbisdom Barquisimeto. 

## Parochies
Het bisdom had in 2021 een oppervlakte van 11.708 km2 en telde 335.760 inwoners waarvan 96,4% rooms-katholiek was.

## Bisschoppen
- Eduardo Herrera Riera (5 juli 1994 - 5 december 2003)
- Ulises Antonio Gutiérrez Reyes (5 december 2003 - 27 augustus 2011)
- Luis Armando Tineo Rivera (23 juli 2013 - 23 juni 2020)
  - Ubaldo Ramón Santana Sequera (apostolisch administrator: 29 augustus 2019 - 22 mei 2021)
- Carlos Enrique Curiel Herrera (30 maart 2021 - heden)

Barquisimeto (aartsbisdom) · Acarigua-Araure · Carora · Guanare · San Felipe